# Notobubon
Genre
Notobubon est un genre de plantes à fleurs dicotylédones de la famille des Apiacées.

## Liste d'espèces
Selon GBIF (20 avril 2023) :
- Notobubon capense (Thunb.) Magee
- Notobubon collinum (Eckl. & Zeyh.) Magee
- Notobubon ferulaceum (Thunb. ex Sond.) Magee
- Notobubon galbaniopse (H.Wolff) Magee
- Notobubon galbanum (L.) Magee
- Notobubon gummiferum (L.) Magee
- Notobubon laevigatum (Aiton) Magee
- Notobubon montanum (Sond.) Magee
- Notobubon pearsonii (Adamson) Magee
- Notobubon pungens (E.Mey.) Magee
- Notobubon sonderi (M.Hiroe) Magee
- Notobubon striatum (Thunb.) Magee
- Notobubon tenuifolium (Thunb.) Magee

## Systématique
Le nom correct complet (avec auteur) de ce taxon est Notobubon B.-E.van Wyk, 2008.
Certaines sources (comme Catalogue of Life, GBIF ou The Taxonomicon) considèrent que l'auteur de ce taxon est Anthony R. Magee (d) mais c'est incorrect. De fait l'auteur du genre Notobubon est bien Ben-Erik van Wyk (d).. En revanche l'espèce type de ce genre, Notobubon galbanum, est attribuée à Magee.

## Publication originale
- (en) Pieter J. D. Winter, Anthony R. Magee, Nonkululo Phephu, Patricia M. Tilney, Stephen R. Downie et Ben-Erik van Wyk, « A New Generic Classification for African Peucedanoid Species (Apiaceae) », Taxon, Utrecht, IAPT (d) et Wiley, vol. 57, no 2,‎ mai 2008, p. 347–364 (ISSN 0040-0262 et 1996-8175, DOI 10.2307/25066009, JSTOR 25066009, lire en ligne).